# João Pereira (treinador)
João Pedro da Silva Pereira (Lisboa, 25 de fevereiro de 1984) é um treinador e ex-futebolista português que atuava como lateral-direito. Atualmente treina o Alanyaspor.

## Carreira como jogador

### Clubes
João Pereira foi jogador profissional entre 2003 e 2021, atuando principalmente como lateral-direito. Ficou conhecido pela sua extrema agressividade em campo. Tendo feito a sua formação no Benfica, estreou-se pelos encarnados em 2003.
José António Camacho chamou-o, tendo vindo a marcar dois golos contra o Paços de Ferreira. Na temporada de 2004–05 marcou um golo ao Beira Mar que veio a ajudar o Benfica a passar para a eliminatória seguinte da Taça de Portugal. O Estádio do Bessa ficou marcado para João Pereira, uma vez que lá se estreou tanto na Primeira Liga como na Taça UEFA.
Após ser emprestado ao Gil Vicente na época 2005–06, o jogador foi adquirido em definitivo e também actuou pelos Gilistas na época 2006–07.
No mercado de inverno de 2009–10, João Pereira foi contratado pelo Sporting. No verão de 2012 assinou com o Valencia por três épocas, tendo custado 3 milhões de euros.
No fim do mercado de inverno de 2015, em janeiro, o lateral assinou contrato com o alemão Hannover 96.
A 13 de julho de 2015, regressou ao clube que o catapultou para o futebol internacional, o Sporting. Saiu em 2017 rumo ao futebol turco e assinou com o Trabzonspor, regressando aos Leões em 2021, onde sagrou-se campeão nacional.

### Seleção Nacional
João Pereira foi convocado pela primeira vez para a Seleção Portuguesa por Paulo Bento, a 3 de outubro de 2010, para o duplo embate frente à Dinarmarca e Islândia, jogando ambos os jogos a titular.
O lateral foi internacional durante 10 anos e vestiu a camisa portuguesa em 40 ocasiões, sem marcar golos. Esteve presente no Euro 2012 e no Mundial 2024. 

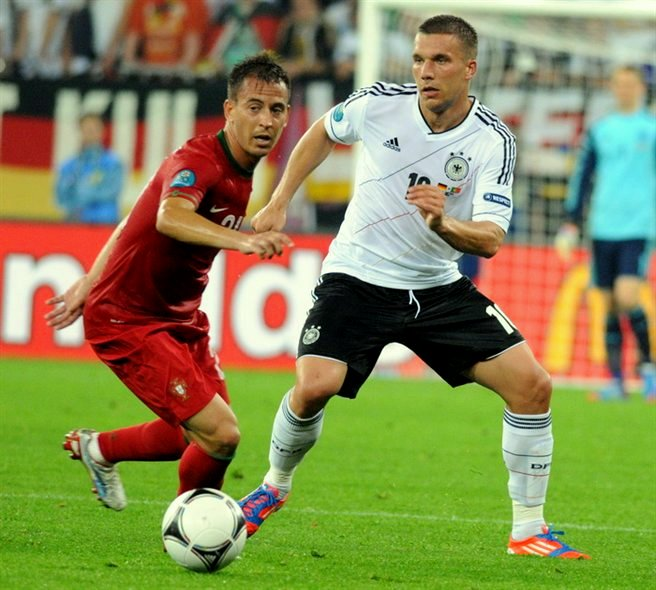
João Pereira e Lukas Podolski no jogo Alemanha 1 - 0 Portugal do Euro 2012

## Carreira como treinador

### Sporting
Logo após terminar a carreira de futebolista, João Pereira aceitou o convite para integrar a equipa técnica da equipa Sub-23 do Sporting CP, orientada por Filipe Pedro na temporada 2021–22. Na época seguinte, foi anunciado como treinador principal da equipa Sub-23, onde permaneceu durante duas temporadas.
No início da temporada 2024–25, substituiu Filipe Çelikkaya e assumiu o comando da equipa B, que competia na Liga 3.
A 11 de novembro de 2024, após a saída de Ruben Amorim, foi anunciado como treinador principal do Sporting CP. João Pereira adquiriu o módulo de treinador nível 4 da UEFA em apenas três meses antes de ser anunciado como treinador principal do Sporting. No entanto, orientou os leões por apenas oito jogos ao longo de mês e meio (três vitórias, um empate e quatro derrotas),[carece de fontes?] tendo desperdiçado a liderança na Liga Portugal Betclic, na qual passou de uma vantagem de seis pontos para um atraso de dois face ao novo líder, o Benfica. Além disso, somou dois desaires na Liga dos Campeões, que contribuíram para complicar o acesso do clube aos oitavos-de-final da prova. 
Os maus resultados precipitaram a sua demissão do cargo, a 26 dezembro de 2024. Foi substituído por Rui Borges, e mais tarde, foi apresentado como treinador na equipa B.
Em março de 2025, volta à Turquia para treinar o Alanyaspor. 

## Títulos
Benfica[carece de fontes?]
- Taça de Portugal: 2003–04
- Primeira Liga: 2004–05
- Supertaça de Portugal: 2005

Braga[carece de fontes?]
- Taça Intertoto da UEFA: 2008

Sporting[carece de fontes?]
- Supertaça de Portugal: 2015
- Primeira Liga: 2020–21